# Oberhausen, Neuburg-Schrobenhausen
Oberhausen là một đô thị thuộc huyện Neuburg-Schrobenhausen bang Bayern nước Đức